# Blaupunkt
Blaupunkt GmbH era un fabricante alemán de equipamiento electrónico, que destacaba por su equipamiento de audio para hogares y, sobre todo, para coches. Era una filial al 100% de Robert Bosch GmbH hasta el 1 de marzo de 2009, cuando el mercado de accesorios y la rama de accesorios, incluyendo el nombre de la marca, se vendieron a Aurelius AG de Alemania por un monto no revelado.

## Historia
Fundada en 1923 en Berlín con el nombre de "Ideal", la compañía fue adquirida por Robert Bosch AG en 1933. En 1938 cambió su nombre a "Blaupunkt", en alemán "punto azul", debido al punto azul pintado en los auriculares que habían pasado el control de calidad.
Después de la Segunda Guerra Mundial, Blaupunkt trasladó su sede y su producción a la ciudad de Hildesheim. Hoy en día, la mayoría de los productos Blaupunkt se fabrican  en el extranjero, con los grandes centros de fabricación en Túnez (altavoces) y Malasia (altavoces y la electrónica).
En los años 1960 y 1970, Blaupunkt se había convertido en uno de los principales fabricantes europeos de radios de coche y de equipos de audio del automóvil.